# Beketovka
Beketovka (en rus: Бекетовка) és un poble de l'óblast d'Astracan, a Rússia, segons el cens del 2010 tenia 393 habitants.